# Jerzy Grabowiecki
Jerzy Grabowiecki – polski ekonomista, dr hab., profesor nadzwyczajny Katedry Ekonomii i Ekologii Wydziału Finansów i Informatyki Wyższej Szkoły Finansów i Zarządzania w Białymstoku, Wydziału Nauk Społecznych i Humanistycznych Państwowej Wyższej Szkoły Informatyki i Przedsiębiorczości w Łomży, Katedry Międzynarodowych Stosunków Gospodarczych Wyższej Szkoły Ekonomicznej w Białymstoku, oraz Katedry Ekonomii Politycznej Wydziału Ekonomii i Finansów Uniwersytetu w Białymstoku.

## Życiorys
17 lutego 1999 obronił pracę doktorską Dynamika i równowaga gospodarcza - przykład Japonii, a potem otrzymał stopień doktora habilitowanego. Objął funkcję profesora nadzwyczajnego w Katedrze Ekonomii i Ekologii na Wydziale Finansów i Informatyki Wyższej Szkole Finansów i Zarządzania w Białymstoku, na Wydziale Nauk Społecznych i Humanistycznych Państwowej Wyższej Szkole Informatyki i Przedsiębiorczości w Łomży, Katedry Międzynarodowych Stosunków Gospodarczych Wyższej Szkole Ekonomicznej w Białymstoku, a także w Katedrze Ekonomii Politycznej na Wydziale Ekonomii i Finansów Uniwersytetu w Białymstoku.
Piastował stanowisko kierownika w Zakładzie Międzynarodowych Stosunków Gospodarczych na Wydziale Ekonomii i Zarządzania Uniwersytetu w Białymstoku i prodziekana na Wydziale Ekonomii i Zarządzania Uniwersytetu w Białymstoku.

## Publikacje
- 2000: Japonia. Powojenna dynamika i równowaga gospodarcza[1]
- 2006: Uwarunkowania i mechanizmy regionalnej integracji gospodarczej w krajach Azji Wschodniej[1]
- 2006: Keiretsu Groups: Their Role in the Japanese Economy and Reference Point (or a paradigm) for Other Countries[1]
- 2009: Czy handel sprawiedliwy rozwiąże problemy krajów południa?[1]
- 2009: Japoński model społeczno-gospodarczy jako wzorzec dla krajów Azji Wschodniej[1]
- 2012: Financial structure and organization of keiretsu − Japanese business groups[1]
- 2012: Japan’s Economic Stagnation From Economic “Miracle” to “Stumble”[1]
- 2014: Current tendencies in corporate governance system in Russia[1]